# Freddy Macdonald
Freddy Macdonald (nascut el 12 d'octubre de 2000) és un director de cinema suís, guionista i editor. És el company de direcció més jove acceptat mai a l'American Film Institute. El seu debut al llargmetratge, aclamat per la crítica, Sew Torn, es va estrenar al South by Southwest, i va ser titular del Festival Internacional de Cinema de Locarno a la Piazza Grande el 2024.

## Vida i carrera
Freddy Macdonald va néixer a Santa Monica, Califòrnia. El curtmetratge de sis minuts de Macdonald Sew Torn, que va fer com a part de la seva sol·licitud per a l'escola de cinema l'any 2019, va ser adquirit per Searchlight Pictures i es va classificar per a un Premi Oscar després d'una estrena en cinemes juntament amb Ready or Not. Produïda per Peter Spears, guanyador del Premi Oscar, la va veure Joel Coen que es va reunir amb Macdonald i li va aconsellar convertir el curt en un llargmetratge independent. Aquell mateix any, va ser acceptat a l'American Film Institute, convertint-se en el company de direcció més jove mai acceptat al Conservatori. La seva pel·lícula de tesi de graduació de l'AFI Shedding Angels va guanyar un Premi de Oscar de l'Estudiant.
L'estrena mundial del seu primer llargmetratge Sew Torn, que també va muntar i coescriure amb el seu pare Fred Macdonald, va tenir lloc al Festival South by Southwest el març de 2024. El llargmetratge és una expansió del curtmetratge del mateix nom.
Va ser titular del Festival Internacional de Cinema de Locarno a la Piazza Grande. La pel·lícula ha estat valorada i presentada positivament a Deadline, The Hollywood Reporter, Variety, Mashable i Collider, entre d'altres.

## Filmografia
| Any  | Títol                                           | Director | Guionista | Editor |
| ---- | ----------------------------------------------- | -------- | --------- | ------ |
| 2016 | Gifted: Thanksgiving Post Mortem (curtmetratge) | Sí       | Sí        | Sí     |
| 2017 | The Father of Art (curtmetratge)                | Sí       | Sí        | Sí     |
| 2018 | The Coachmen (curtmetratge)                     | Sí       | Sí        | Sí     |
| 2019 | I'm Good (curtmetratge)                         | Sí       | Sí        | Sí     |
| 2019 | Sew Torn (curtmetratge)                         | Sí       | Sí        | Sí     |
| 2022 | Shedding Angels (curtmetratge)                  | Sí       | Sí        | No     |
| 2024 | Sew Torn (llargmetratge)                        | Sí       | Sí        | Sí     |

## Reconeixements
| Any  | Premi                                                        | Categoria     | Títol           | Resultat  | Ref.   |
| ---- | ------------------------------------------------------------ | ------------- | --------------- | --------- | ------ |
| 2022 | Premi Oscar de l'Estudiant                                   | Curt narratiu | Shedding Angels | Guanyador | [ 15 ] |
| 2024 | South by Southwest                                           | Visions       | Sew Torn        | Nominat   | [ 2 ]  |
| 2024 | Festival Internacional de Cinema de Locarno                  | Piazza Grande | Sew Torn        | Nominat   | [ 16 ] |
| 2024 | LVII Festival Internacional de Cinema Fantàstic de Catalunya | Noves Visions | Sew Torn        | Nominat   | [ 17 ] |